# Baishi Shuiku (reservoar i Kina, Liaoning)
Baishi Shuiku är en reservoar i Kina. Den ligger i provinsen Liaoning, i den nordöstra delen av landet, omkring 210 kilometer väster om provinshuvudstaden Shenyang. Trakten runt Baishi Shuiku består till största delen av jordbruksmark.
Genomsnittlig årsnederbörd är 762 millimeter. Den regnigaste månaden är juni, med i genomsnitt 201 mm nederbörd, och den torraste är januari, med 3 mm nederbörd.